# Nordic Morning
Nordic Morning Group Plc är en kommunikationskoncern som huvudsakligen är verksam i Norden. Koncernen består av tre affärsområden: Nordic Morning fokuserar på data-driven marknadsföring och service design, Edita Prima skapar automatiserade kundkommunikationstjänster och Edita Publishing utvecklar smarta inlärnings- och informationslösningar. Nordic Morning Group har kontor i Stockholm, Helsingfors och Malmö. I koncernen ingår Nordic Morning Sweden AB och Mods Graphic Studio AB i Sverige samt Nordic Morning Finland Oy, Edita Publishing Oy och Edita Prima Oy i Finland. 
År 2019 var Nordic Morning Group´s omsättning 77,6 miljoner euro och rörelseresultat 1,5 miljoner euro. Koncernen har ca. 450 medarbetare. 